# Gum Springs
Gum Springs est une municipalité du comté de Clark, dans l’État de l’Arkansas aux États-Unis.

## Démographie
| 1970 | 1980 | 1990 | 2000 | 2010 | - |
| ---- | ---- | ---- | ---- | ---- | - |
| 269  | 255  | 157  | 194  | 120  | - |